# Pterolophia kalisi
Pterolophia kalisi là một loài bọ cánh cứng trong họ Cerambycidae.